# Barbara Žofie Braniborská

Barbařin syn Eberhard

Barbara Žofie Braniborská (Barbara Sophia von Brandenburg, 16. listopadu 1584, Halle — 13. února 1636, Štrasburk) byla dcerou Kateřiny Braniborsko-Küstrinské (1549-1602) a jejího manžela, braniborského kurfiřta Jáchyma Fridricha Braniborského. Provdala se za vévodu Jana Fridricha Württemberského a po jeho smrtí se stala regentkou za jejich nedospělého syna Eberharda, čímž se na čas stala i panovnicí Württemberska.

## Život
Barbara Žofie Braniborská se narodila 16. listopadu 1584 v Halle v současném Sasku-Anhaltsku.
Dne 5. listopadu 1609 se provdala za vévodu Jana Fridricha Württemberského (1582-1628), nejstaršího syna Fridricha I. a Sibyly Anhaltské. Ku příležitosti svatby byl renovován rezidenční zámek Urach ve městě Bad Urach, které bylo sídlem Württemberků; byl zde vystavěn Zlatý sál, který je jedním z nejkrásnějších renesančních tanečních sálů v Německu. Dle všeho bylo manželství Barbara Žofie a Jana Fridricha velmi šťastné.
Její manžel v roce 1628 zemřel. Eberhardovi bylo v roce otcovy smrti pouhých čtrnáct let, a proto potřeboval regenta, kterým se stal jeho strýc z otcovy strany Ludvík Fridrich. O dva roky později, roku 1630, zahájila Barbara Žofie rozsáhlou rekonstrukci zámku Brackenheim. V té době se na zámku nacházelo celkem 155 cenných obrazů, jednalo se dokonce o druhou největší sbírku umění ve Württembersku. Během rekonstrukce žila střídavě v Kirchheim unter Teck a Stuttgartu, v současné době je dokonce považována za patronku města Kirchheim unter Teck.
Dne 26. ledna 1631 ale nečekaně umírá Ludvík Fridrich a povinnosti regenta přešly na Barbaru Žofii a Julia Fridricha, dalšího Eberhardova strýce z otcovy strany, přičemž Barbara Žofie byla „vyšší regent“. I proto se roku 1632 vrátila do Stuttgartu a stala se aktivní političkou. Po bitvě u Lützenu, na konci roku 1632, se Julius Fridrich začal angažovat ve Třicetileté válce na straně Švédska. Jeho cílem bylo vyhnat nepřátelská vojska ze země a přestože byl ve svém snažení poměrně úspěšný, radní a kancléř jej prohlásili sobeckým a donutili jej od postu regenta úplně odstoupit.
Poté, co císař Ferdinand II. oficiálně označil Eberharda III. za dospělého, nastoupil Eberhard dne 8. května 1633 jako oficiální vévoda Württemberska. Připojil se k protestantům z Heilbronnské ligy a nakonec 6. září 1634 utrpěl drtivou porážku v bitvě u Nördlingen. Následně bylo Württemberské vévodství vypleněno a celý dvůr včetně vévodovy rodiny byl nucen uprchnout do exilu ve Štrasburku. Zde také Barbara Žofie v roce 1636 zemřela. Pohřbena byla v kostele sv. Kříže ve Stuttgartu.

## Potomci
Z manželství Barbary Žofie a Jana Fridricha vzešlo devět dětí. Z nich se však dospělosti dožilo pouze šest, tři dívky a tři chlapci. Nejznámější z nich se stala nejstarší přeživší dcera Antonie, která vešla do dějin jako patronka školství. Ta byla vysoce vzdělaná a známá byla i svou milou povahou.
- 1. Jindřiška Württembersko-Stuttgartská (12. 12. 1610 Stuttgart – 18. 2. 1623 tamtéž)[1][2]
- 2. Fridrich Württembersko-Stuttgartský (15. 3. 1612 Bad Urach – 12. 6. 1612 Stuttgart)[3][4]
- 3. Antonie Württemberská (24. 3. 1613 Stuttgart – 1. 10. 1679 Bad Liebenzell), svobodná a bezdětná[5][6]
- 4. Eberhard III. Württemberský (16. 12. 1614 Stuttgart – 2. 7. 1674 tamtéž), vévoda württemberský od roku 1628 až do své smrti[7][8]
I. ⚭ 1637 Anna Kateřina ze Salm-Kyrburgu (27. 1. 1614 Fénétrange – 27. 6. 1655 Stuttgart)[9][10]
II. ⚭ 1656 Marie Dorotea Žofie Oettingenská (29. 12. 1639 Nürtingen – 29. 6. 1698 tamtéž)[11][12]
- 5. Fridrich Württembersko-Neuenstadtský (19. 12. 1615 Stuttgart – 24. 3. 1682 Neuenstadt am Kocher), vévoda württembersko-neuenstadtský od roku 1649 až do své smrti[13]
⚭ Klára Augusta Brunšvicko-Wolfenbüttelská (25. 6. 1632 Hitzacker – 6. 10. 1700 Weinsberg)[14]
- 6. Oldřich Württembersko-Neuenbürský (15. 5. 1617 Stuttgart – 5. 12. 1671 tamtéž), vévoda württembersko-neuenbürský od roku 1651 až do své smrti[15][16]
I. ⚭ 1647 Žofie Dorota zu Solms-Sonnenwalde (9. 6. 1622 Laubach – 12. 9. 1648 Vilsbiburg)[17][18]
II. ⚭ 1651 Isabelle-Marie Madeleine de Ligne d'Arenberg (1623 Barbançon – 17. 8. 1678 Paříž)[19]
- 7. Anna Johana Württemberská (13. 3. 1619 Stuttgart – 5. 3. 1679), svobodná a bezdětná[20]
- 8. Sibyla Württemberská (4. 12. 1620 Stuttgart – 21. 5. 1707 tamtéž)[21][22]
⚭ 1637 Leopold Fridrich Württembersko-Mömpelgardský (30. 5. 1624 Montbéliard – 15. 6. 1662 tamtéž), vévoda württembersko-mömpelgardský od roku 1631 až do své smrti[23]
- Eberthal Württembersko-Stuttgartský (4. 9. 1623 Stuttgart – 9. 1. 1624)[24][25]